# Lulu Johnson
Lulu Merle Johnson (* 14. September 1907 in Gravity (Iowa); † 19. Oktober 1995 in Millsboro (Delaware)) war eine US-amerikanische Historikerin. Sie war die zweite afroamerikanische Frau die in den Vereinigten Staaten in Geschichte promovierte und die erste als solche in ihrem Heimatbundesstaat Iowa. Sie gilt als eine der ersten Schwarzen Pionierinnen in der US-amerikanischen Geschichtswissenschaft.
Im September 2020 wurde sie auf Beschluss des Board of Supervisors des Johnson County (Ohio) zur neuen Namensgeberin des County bestimmt.

## Leben
Lulu Merle Johnson wurde 1907 auf einer Farm in der Nähe der Kleinstadt Gravity im Südwesten des Bundesstaats Iowa geboren. Ihre Großeltern hatten das Land ihrer Familie im Jahre 1882 erworben. Als junge Erwachsene zog sie in den Osten des Bundesstaates, wo sie die High School abschloss. Sie ging an die University of Iowa, wo sie ihren Bachelor machte um sich danach einem Studium der Geschichte zuzuwenden, welches sie 1930 abschloss. Ihre Masterarbeit trug den Titel The Negro in Canada, Slave and Free Nach ihrem Abschluss lehrte Johnson 1930–31 Geschichte und Politik an Colleges in Talladega (1930–31) und Jackson (Mississippi) (1931–40).
Johnson arbeitete ab Anfang der 1930er Jahre an ihrer Promotion und forschte zwischenzeitlich an der University of Chicago.
Mit Unterstützung eines Stipendiums der Rockefeller-Stiftung folgte 1941 die Veröffentlichung ihrer Dissertation an der University of Iowa; sie war damit die erste afroamerikanische Frau, die an ihrer Universität promovierte. In den Vereinigten Staaten war die im Fach Geschichte nach Marion Thompson Wright die zweite Afroamerikanerin überhaupt.
Johnson war in den Jahren an der University of Iowa durchgehend rassistischer Diskriminierung ausgesetzt, welche zahlreiche persönliche und institutionelle Formen annahmen.
Nach dem Erwerb ihres Ph.D.-Abschlusses lehrte sie an der Florida A&M University und am West Virginia State College; beides traditionell afroamerikanisch geprägte Bildungseinrichtungen. 1952 nahm sie einen Ruf an die Cheyney University of Pennsylvania an.
1971 ließ sich Johnson in Millsboro, Delaware nieder, wo sie am 19. Oktober 1995 starb.

## Rezeption
Aufgrund ihres Werkes sowie durch die Umstände ihres Lebens und Schaffens gilt Johnson als eine der prägenden Vorreiterinnen in der weiblichen Schwarzen Geschichtsschreibung in den USA. Der Historiker P.G. Dagbovie charakterisierte sie als Teil der "ersten erkennbaren Schar von akademisch ausgebildeten Schwarzen Frauen" in der US-amerikanischen Geschichtswissenschaft.
Als infolge der Black Lives Matter-Proteste im Johnson County (Iowa) eine Diskussion um den Namensgeber des County (Richard Mentor Johnson, neunter US-Vizepräsident) stattfand, entschied sich das Johnson County Board of Supervisors 2020 dazu, eine Resolution zu verabschieden welche Lulu Johnson zu seiner nun neuen Namensgeberin erklärt. Dabei wurde sowohl ihre Leistung als Schwarze Historikerin als auch ihr biographischer Bezug zum Bundesstaat Iowa hervorgehoben; beides überzeugte die Mitglieder des Gremiums den bisherigen Namenspatron (einen weißen Sklavenhalter aus Kentucky) ersetzen zu lassen.

## Werke (Auswahl)
- The Negro in Canada. slave and free, 1930. (Masterarbeit, an der University of Iowa)
- The problem of slavery in the Old Northwest. 1787–1858, 1941. (Dissertation, an der University of Iowa)
- Review of Lay My Burden Down: A Folk History of Slavery, in: The Mississippi Valley Historical Review 32/4 (1946), S. 609 ff.
- The Negro in American Life, n. d.